# Fußgängerbrücke über die Schweizer Bucht
Die Fußgängerbrücke über die Schweizer Bucht überquert die Švýcarská zátoka (Schweizer Bucht) des Vodní nádrž Vranov (Frainer Stausees) im Jihomoravský kraj (Südmähren) in Tschechien. Sie steht bei Vranov nad Dyjí (Frain an der Thaya) rund 500 m von der Staumauer entfernt etwa an der Stelle, wo früher der Bach Štítarský potok in die Dyje (Thaya) mündete, bevor der Stausee Fluss und Bach überschwemmte. Sie führt einen Weg von Vranov über die Staumauer weiter zu einem Campingplatz und einem Waldgebiet auf der nördlichen Seite der Bucht.

## Beschreibung
Die von Jiří Stráský entworfene und in den Jahren 1991 bis 1993 von Dopravni stavby & Mosty, Olomouc, erbaute Hängebrücke für Fußgänger und Radfahrer ist, von Ankerblock zu Ankerblock gemessen, 312 m lang und hat eine Spannweite von 252 m.
Ihr Fahrbahnträger ist leicht nach oben gewölbt, um einerseits in der Mitte eine ausreichende Höhe für die Segelboote auf dem Stausee zu haben, andererseits am Ufer auf dem Niveau der dortigen Gehwege zu liegen. In der Mitte ist er zwischen den Geländern 3,40 m breit, wie von den tschechischen Vorschriften verlangt, und weitet sich zu den Enden hin auf bis auf 6,60 m. Die amtlichen Vorgaben sahen je ein großes Rohr für Wasser und Gas unter dem Fahrbahnträger vor. Um die Bauhöhe des Fahrbahnträgers möglichst gering zu halten, wurden stattdessen an seinen beiden Seiten je zwei kleinere Rohre nebeneinander installiert und mit Blech abgedeckt. Die gesamte Breite des Fahrbahnträgers mit diesen vier Rohren, dem Platz für die Hänger und die nach innen gewölbten Geländer beträgt in der Brückenmitte 6,50 m und an den Enden 9,70 m. Er besteht aus je 3 m langen Spannbeton-Fertigteilen, die 40 cm hohe Randbalken und Querrippen und nur 10 cm starke Betonplatten haben. Der Fahrbahnträger hängt an den im Abstand von 3 m angeordneten Hängern und ist auf Querträgern am Fuß der Pylone beweglich gelagert.
Ihre beiden 28,50 m hohen Pylone sind von der Hauptöffnung weg zu den Ankerblöcken geneigt. Ihre Form ähnelt A-Pylonen, die bei Schrägseilbrücken häufiger vorkommen, mit zueinander geneigten Stielen, die an ihren Spitzen durch kurze Träger verbunden sind, durch die die Tragseile geführt sind. Aus architektonischen Gründen sind sie leicht nach innen gebogen. Die Pylone wurden aus Kostengründen zunächst in horizontaler Lage auf dem Boden hergestellt und anschließend über zwei kleine Montagetürme durch die Tragseile in ihre endgültige Position gezogen. Da dabei nicht nur Druck- sondern auch Zugkräfte auftreten, wurden sie aus Spannbeton gefertigt.
Die Pylone und die Hänger sind jeweils im rechten Winkel zu dem gewölbten Fahrbahnträger angeordnet. Der an den Enden breitere Fahrbahnträger und die von den Pylonspitzen zu den Fahrbahnrändern gespannten Tragseile mit ihren Hängern ergeben eine ausreichend steife Struktur, um die bei Hängebrücken gefürchteten windinduzierten Verwindungen und Schwingungen zu vermeiden.
Die Tragseile bestehen aus Drahtbündeln, die in Stahlrohren vermörtelt wurden. Die Hänger bestehen aus stählernen Stangen.
Um das Schwinden des Betons und des Mörtels in den Seilrohren auszugleichen und die Brücke zu versteifen, wurde die gesamte Struktur vorgespannt.
Die Brücke wurde 1994 mit dem Outstanding Structure Award der Fédération Internationale de la Précontrainte (fip) ausgezeichnet.